# 保利牛奶

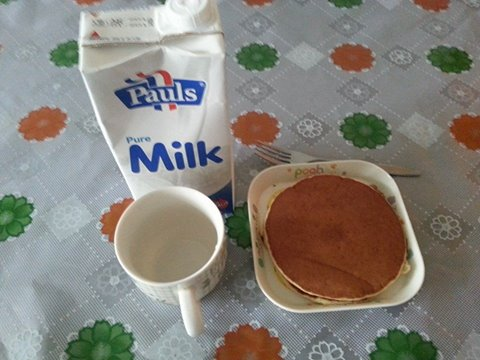
保利牛奶的早餐

保利牛奶（Pauls），是澳洲奶類製品公司，隸屬於澳洲帕玛拉特公司旗下。

## 歷史
保利公司是於1923年創立，當時總部設於布里斯班。隨後曾用過不同名字，包括「Queensland United Foods Ltd」、「Pauls Ice Cream & Milk Ltd」、「Pauls Limited」。
1998年，保利公司被帕玛拉特澳大利亞有限公司收購，並於2003年用上「Parmalat Australia Ltd」此一名稱。

## 代理商
IN SINGAPORE DISTRIBUTED BY TOPSELLER PTE. LTD. 348 JALAN BOON LAY, SINGAPORE 619529
香港及澳門總代理：慎昌有限公司

## 外部連結
- Pauls Milk官方網站（页面存档备份，存于）